# Дионисије Олимпијски
Преподобни Дионисије Олимпијски чудотворац (јез-грч Αγιος Διονυσιος ο εν Ολυμπω)  је православни светтитељ из 16. века, оснивач великог манастира  „Свети Дионисије“. Подвизавао се на Олимпу. За монаха пострижен у Светој гори, где је био игуманом Филотејевског манастира. Пред крај живота опет се повукао у самоћу на Олимп где је и умро у XVI веку.
Рођен је око1500 године у планинском селу Склатена, данас Дракотрипа, Кардиско, са световним именом Димитрије (Δημητριος). Са 18 година се замонашио у Метеорима под именом Даниил.
Три године касније настанио се у Кареји на Светој Гори. Примио је свештенство и велику схиму под именом Дионисије. Настанио се у скиту Каракал, где је као подвижник живео 10 година. Био је изабран за игумана тадашњег манастира Филотеј.
Пошто је наишао на велика противљења свом начину живота, Дионисије је напустио Свету Гору и око 1524. године настанио се у великом манастиру Светог Јована Претече у Беру. У манастиру се спријатељује са будућим светим Никанором.
Дионисије је одбио молбу мештана да буде изабран за епископа и повукао се на Олимп, где се настанио у једној пећини.
Оклеветан, Дионисије је избачен из своје пећине и отишао у Пелион, где је 1542. године основао манастир „Света Тројица Сурвиа“.
После три године вратио се на Олимп, где је и умро. Свети Дионисије је сахрањен у северозападној капели манастира Свете Тројице, насталој око његове пећине.
Српска православна црква слави га 24. јануара по црквеном, а 6. фебруара по грегоријанском календару.
Велики део овог текста је преузет из охридског пролога светог владике Николаја Велимировића. Он не подлеже ауторским правима